# Garrett Morgan
Garrett Augustus Morgan (4 de março de 1877 - 27 de agosto de 1963) foi um inventor afro-americano que inventou um tipo de capa de proteção respiratória (que originou a atual máscara de gás), além de ter o mérito de ter inventado o semáforo e a preparação do alisamento de cabelo. É famoso por ter salvo vários trabalhadores presos em um sistema de túneis numa caverna cheia de fumaça. Foi também o primeiro afro-americano a possuir um automóvel em Cleveland.

## Início da vida
Aos quinze anos, Morgan mudou-se para Cincinnati, Ohio, em busca de emprego. A maioria de seus anos de adolescência foram passados trabalhando como caseiro de um fazendeiro rico de Cincinnati. Assim como muitos afro-americanos da época, Morgan teve de largar a escola em certa idade para trabalhar. No entanto, em sua adolescência, Morgan foi capaz de contratar um tutor para continuar seus estudos, vivendo em Cincinnati. Em 1895, mudou-se para Cleveland, Ohio, onde trabalhou consertando máquinas de costura para um fabricante de roupas. Casou-se com Madge Nelson em 1895, porém o casamento terminou em divórcio. Os boatos de suas habilidades em consertar coisas se espalhou rápido, abrindo muitas oportunidades de emprego.
Em 1907 Morgan construiu sua própria máquina de costura e abriu sua própria loja de máquinas de costura, consertando e vendendo máquinas. Foi o primeiro de vários de seus próprios negócios. Em 1908, ajudou a fundar a Associação de Homens Negros de Cleveland. No mesmo ano, casou-se com Mary Anne Hassek, com quem teve três filhos. Em 1909, expandiu seus negócios e abriu uma alfaiataria. A empresa fez casacos, paletós, vestidos e outras roupas. Morgan descobriu um líquido que impedia de fazer a máquina de costura queimar tecidos enquanto costurava. Morgan percebeu que esse líquido funcionava não só com tecido, mas também com o cabelo humano. Ele fez um creme com o líquido e assim nasceu o GA Morgan Hair Refining Company. Morgan também fez uma tinta à óleo preta e um pente com dentes de ferro curvado em 1910, para arrumar o cabelo.
Está sepultado no Lake View Cemetery.

## Capa de proteção
Garrett produziu um capuz de segurança protetor de fumaça após conhecer a Triangle Shirtwaist Factory fire. Ele foi capaz de vender seus produtos por todo o país, e para isso, contava com a ajuda de seu amigo branco que de vez em quando levava o crédito, a fim de obter sucesso nas vendas. Quando mostrou isso para os outros, ele se tornou um Big Chief Manson, um índio puro-sangue de uma reserva indígena do Canadá. Sua invenção tornou-se conhecida internacionalmente quando ele e três homens a usaram para salvar pessoas numa explosão de um túnel do lago Erie em 1916. Morgan foi premiado com a Medalha de Ouro por Bravura dos cidadãos proeminentes de Cleveland, embora sua nomeação para o prêmio Carnegie tenha sido negada, em grande parte por ser negro. Os esforços de Morgan e seus adeptos para corrigir essa injustiça não foram bem sucedidos. No entanto, Morgan ganhou medalhas de ouro por bravura pela International Association of Fire Chiefs.

## Semáforo
Os primeiros automóveis estadunidenses foram introduzidos antes da virada do século XX. Peões, bicicletas, carroças puxadas por animais e todos os tipos de veículos a motor trafegavam pelas mesmas estradas. Entre 1913 e 1921, muitas versões de sinais de trânsito foram instaladas em todo território dos Estados Unidos. Em 1923, Garrett impediu o tráfego de todos os sentidos da rodovia para permitir aos pedestres atravessar a rua com mais segurança. Isso nunca foi colocado em produção. Sua maior vantagem sobre os outros tipos de semáforo foi a capacidade de operar a uma distância usando dispositivos mecânicos, embora já houvesse muitos sistemas inferiores em 1923.